# 북변환승센터

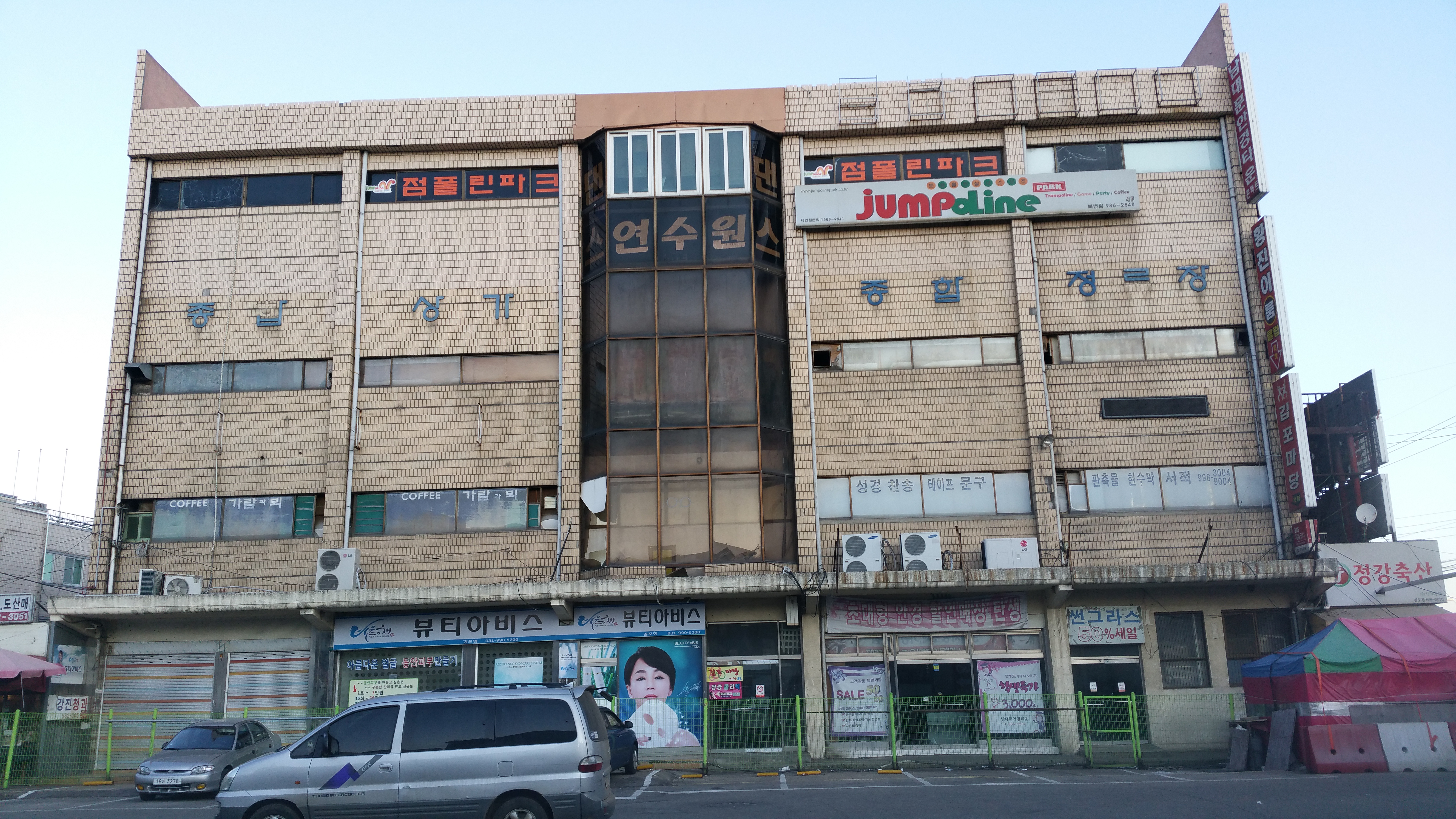
김포구터미널 건물 모습.

북변환승센터는 경기도 김포시 김포대로 51 (북변동)에 위치한 시외버스정류장이다. 과거에는 강화-신촌 직행버스(현 3000번), 강화-수원 직행버스, 강화-인천 직행버스가 경유하여 터미널 기능으로 사용하였으나, 현재 터미널 자리를 폐쇄하고 인근 주차장에 정차하여 쓰고 있다. 별도의 터미널 건물이 없고 간이 매표소와 간이 대합실이 설치되어 있다. 최근에 환승센터를 조성하여서 북변환승센터, 김포 구터미널이라고도 한다. 주운행 지역은 경기도 지역을 비롯해 충청북도, 광주광역시 지역 위주로 운행한다. 2016년 12월 20일에 문산발 강릉행 고속버스 노선이 이곳을 경유하게 되었다. 이에 따라 부여받은 고속버스 전산망상의 터미널 번호는 103이다.

## 운행 노선

### 고속버스
- 2016년 12월 20일에 문산발 강릉행 노선이 이곳을 경유한다.

| 운행 노선   | 운행업체 | 운행구간 | 운행구간 | 운행구간 | 경유지           | 배차 | 시간표 |
| ----------- | -------- | -------- | -------- | -------- | ---------------- | ---- | ------ |
| 김포 ↔ 강릉 | 경기고속 | 김포     | ↔        | 강릉     | 고촌, 횡성휴게소 | 1회  | 09:30  |

### 시외버스
- 2018년 9월 17일부터 수원행 노선이 운행 중단되었다.

| 운행 노선   | 운행업체            | 운행구간 | 운행구간 | 운행구간 | 경유지     | 배차 | 시간표                                                               |
| ----------- | ------------------- | -------- | -------- | -------- | ---------- | ---- | -------------------------------------------------------------------- |
| 김포 ↔ 청주 | 대원고속 충북리무진 | 김포     | ↔        | 청주     | 김포공항   | 10회 | 07:40, 10:20, 11:40, 13:00, 14:20, 15:40, 17:05, 18:20, 19:40, 21:00 |
| 김포 ↔ 광주 | 광신고속 경기고속   | 김포     | ↔        | 광주     | 오산, 평택 | 2회  | 09:20, 16:20                                                         |